# 小松シゲル
小松 シゲル（こまつ シゲル、1972年10月23日 - ）は、日本のドラマー。ノーナ・リーヴスのドラム担当。
長野県飯山市出身。血液型O型。早稲田大学社会科学部を卒業。既婚者。通称は「コマボー」であり、また本名「小松茂」の名義もしばしば使われる。

## 沿革・人物
姉の影響で12歳の時にドラムを始める。その後長野から上京し、ドラマーの道を進むことを決める。
早稲田大学社会科学部在学中に、ノーナ・リーヴスに加入。1997年にメジャーデビューする。
2019年より、地元飯山市で「信州いいやまノーナ・フェス」（飯山市文化交流館）を開催する。（2020年はコロナ禍の影響でオンライン開催、2021年は飯山で開催予定だったが同じくコロナ禍の影響で中止となっている。）
影響を受けたアーティストは、スティーリー・ダン、ジェイムス・ブラウン、マイルス・デイヴィス、カーティス・メイフィールド、スティーヴィー・ワンダー、イアン・デューリー、荒井由実など。

## サポート・レコーディングなど
- 堂島孝平
- キリンジ
- 佐野元春
- Mellowhead
- BONNIE PINK
- 大沢誉志幸
- 遊佐未森
- 河口恭吾
- いきものがかり
- 土岐麻子
- KinKi Kids
- CHEMISTRY
- YUKI
- YO-KING
- 中田裕二
- 南波志帆
- レキシ
- ORIGINAL LOVE
- 藤井風　など